# 盧森堡的邦妮
盧森堡的邦妮（法語：Bonne de Luxembourg，1315年5月20日—1349年9月11日），生於盧森堡王朝，是波希米亞國王約翰一世的女兒，神聖羅馬皇帝查理四世的次姊。她嫁給法蘭西國王約翰二世，但在約翰二世登基前一年即去世，因此並未成為法國王后。

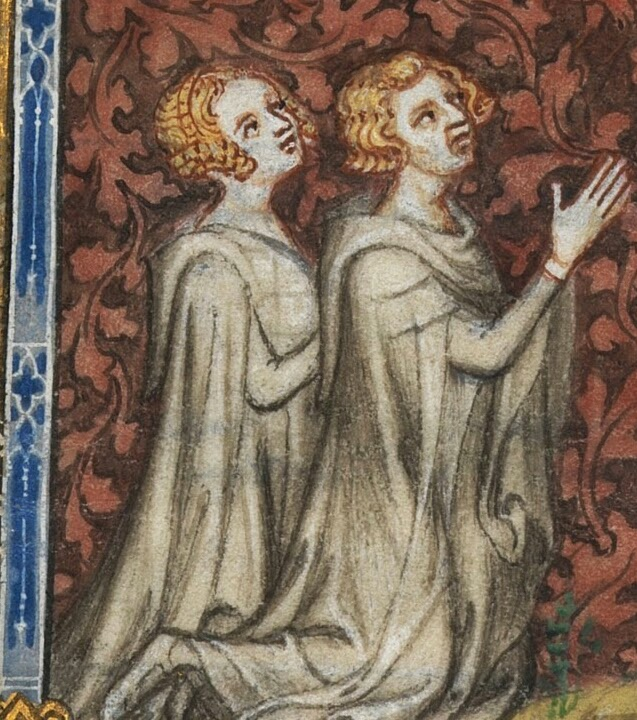
盧森堡的邦妮

她和約翰二世有七個孩子。
- 查理五世，法蘭西國王
- 路易一世，安茹公爵
- 約翰，貝里公爵
- 菲利普二世，勃艮第公爵
- 讓娜，納瓦拉王后
- 瑪麗（英语：Marie of France, Duchess of Bar），巴爾公爵夫人
- 伊莎貝爾（英语：Isabella, Countess of Vertus），韋爾蒂女伯爵